# 阿普丽尔·罗斯
阿普丽尔·罗斯（英語：April Ross，1982年6月20日—），美国女子沙滩排球运动员。她曾代表美国参加2012年、2016年和2020年夏季奥林匹克运动会沙滩排球比赛，获得一枚金牌、一枚银牌和一枚铜牌。